# Aholi
Aholi è uno spirito divino nella mitologia degli Hopi, tribù di nativi americani della parte sud-ovest degli Stati Uniti.
È il protettore del clan dei Pikya ed è considerato insieme a Etoto (Ewtoto o Eototo), di cui è il luogotenente, il capo degli spiriti kachina, che vengono raffigurati in piccole statuette intagliate (chiamate appunto kachina).
È rappresentato come un uomo di bell'aspetto che indossa un mantello multicolore e mocassini rossi, con l'immagine dello spirito Muyingwa, che presiede alla germinazione delle piante, dai colori della primavera, della fertilità, della lucentezza del sole.

Eseguendo il ballo del fagiolo insieme con Etoto, Aholi è portatore di pioggia.

## La leggenda di Aholi
La leggenda narra che Aholi ed Etoto erano compagni in una terra diversa dall'Arizona. Aholi si tagliò la gola per fare in modo che ne uscisse Etoto.

Aholi ed Etoto si riunirono nella terra chiamata Oraibi come Kachina (spiriti guerrieri).
Il nome del Aholi sembra che derivi da ahulti, un termine della tribù Hopi che indica la promessa che il Quetzalcoatl (il serpente piumato) di tornare tra la sua gente dopo la fuga da Tula, la mitica terra di Tlillan.
Gli Hopi festeggiano Aholi verso la fine di gennaio e l'inizio di febbraio. I festeggiamenti durano 8 giorni.
A Phoenix, in Arizona, si trova un parco chiamato Aholi Park.